# Presa Oglala
La presa Oglala (número d'identificació nacional SD00969) és una presa al comtat d'Oglala Lakota, Dakota del Sud, dins la reserva Pine Ridge. La presa i l'embassament son al sud d'Oglala, Dakota del Sud, a prop de la ruta nord-americana 18.
Fou construïda entre 1938 i 1941 pel Bureau of Indian Affairs emprant mà d'obra del Cos Civil de Conservació i Public Works Administration.L'estructura té una alçada de 80 peus (24 m) i una longitud de 2,600 peus (790 m) al seu cim.Embassa el White Clay Creek per a l'emmagatzematge d'aigua de reg. La presa és propietat i està gestionada per la tribu oglala sioux.

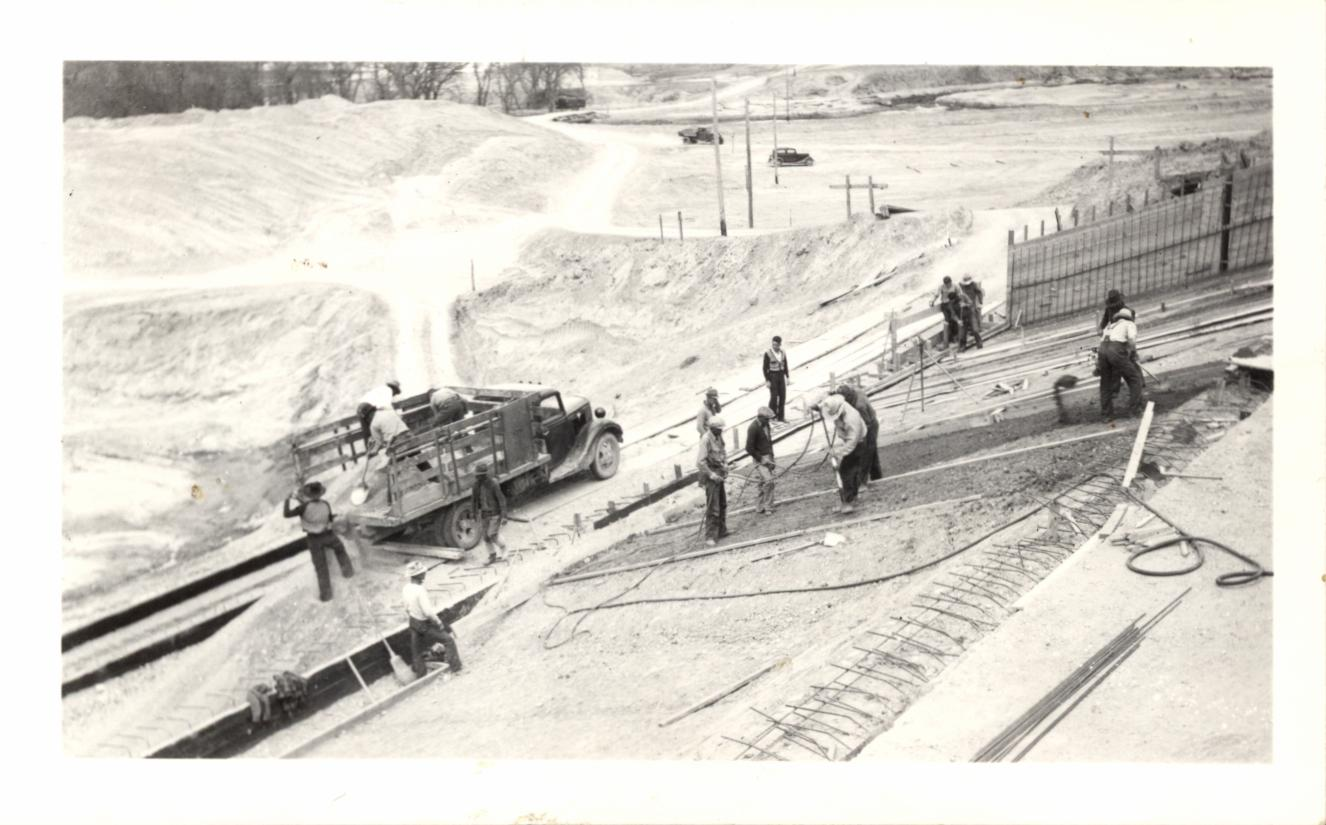
Operacions de construcció al projecte de la presa Oglala, 1947

L'embassament que crea Oglala Lake usualment té una làmina d'aigua de 643 acres (260 ha) i té una capacitat màxima de 18,300 acres peu (22,600,000 m3).Com a projecte de desenvolupament, fins i tot després d'importants subvencions governamentals, la presa ha estat "un fracàs estrepitós des de l'any de la seva construcció."

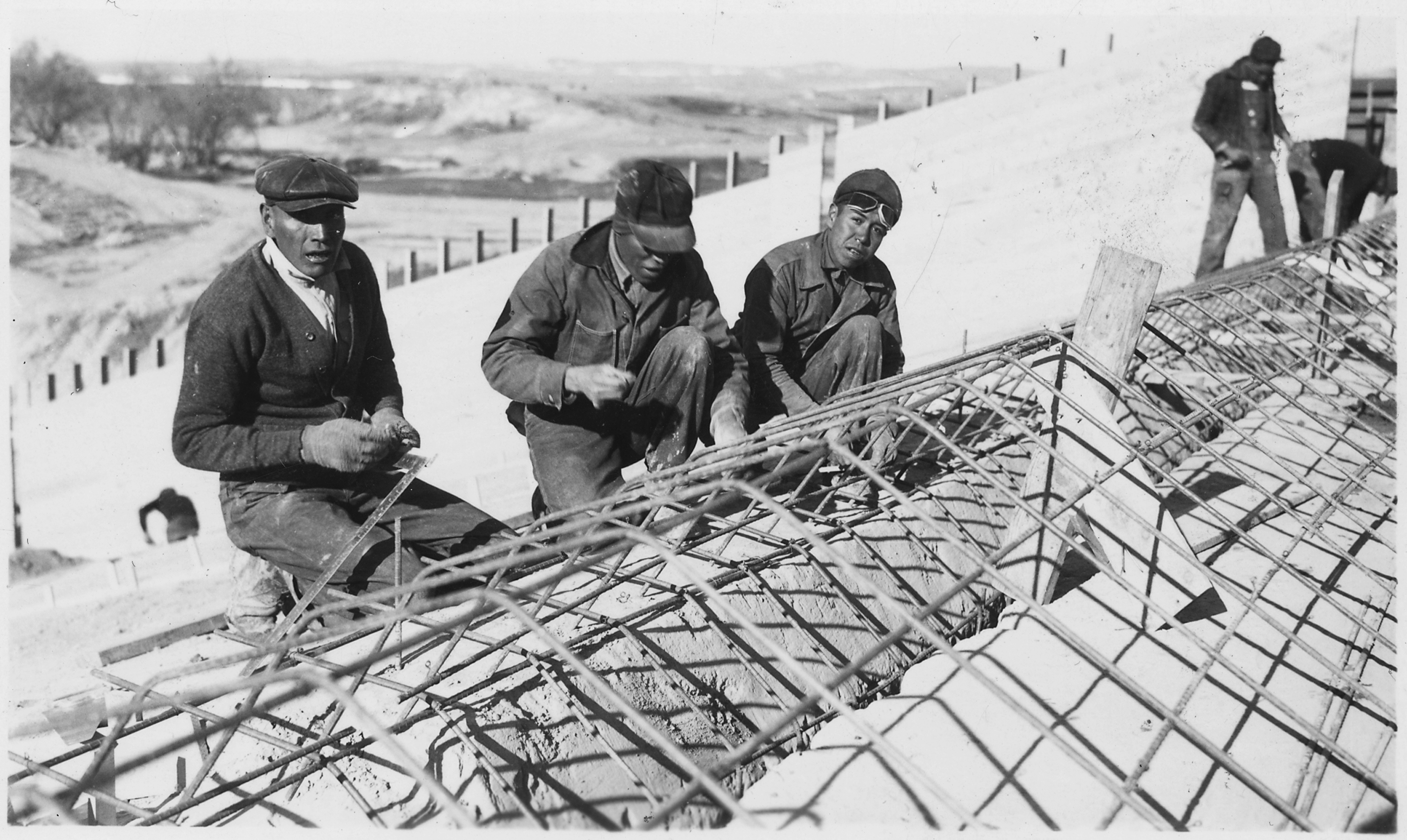
Operaris durant la construcció de la presa Oglala, 1939

El lloc web de la tribu oglala sioux informa de 3 a 4 "obertures de temporada cada any". El Programa de Seguretat de Preses controla els nivells i els cabals d'aigua de la presa per a la detecció precoç de trencaments/esquerdes importants de preses o emergències per inundacions greus."